# Academia Real das Artes e Ciências dos Países Baixos
A Academia Real das Artes e Ciências dos Países Baixos (em neerlandês:  Koninklijke Nederlandse Akademie van Wetenschappen, abreviada para KNAW) é uma academia de ciências com sede em Amesterdão, voltada para as ciências e a literatura.

## História

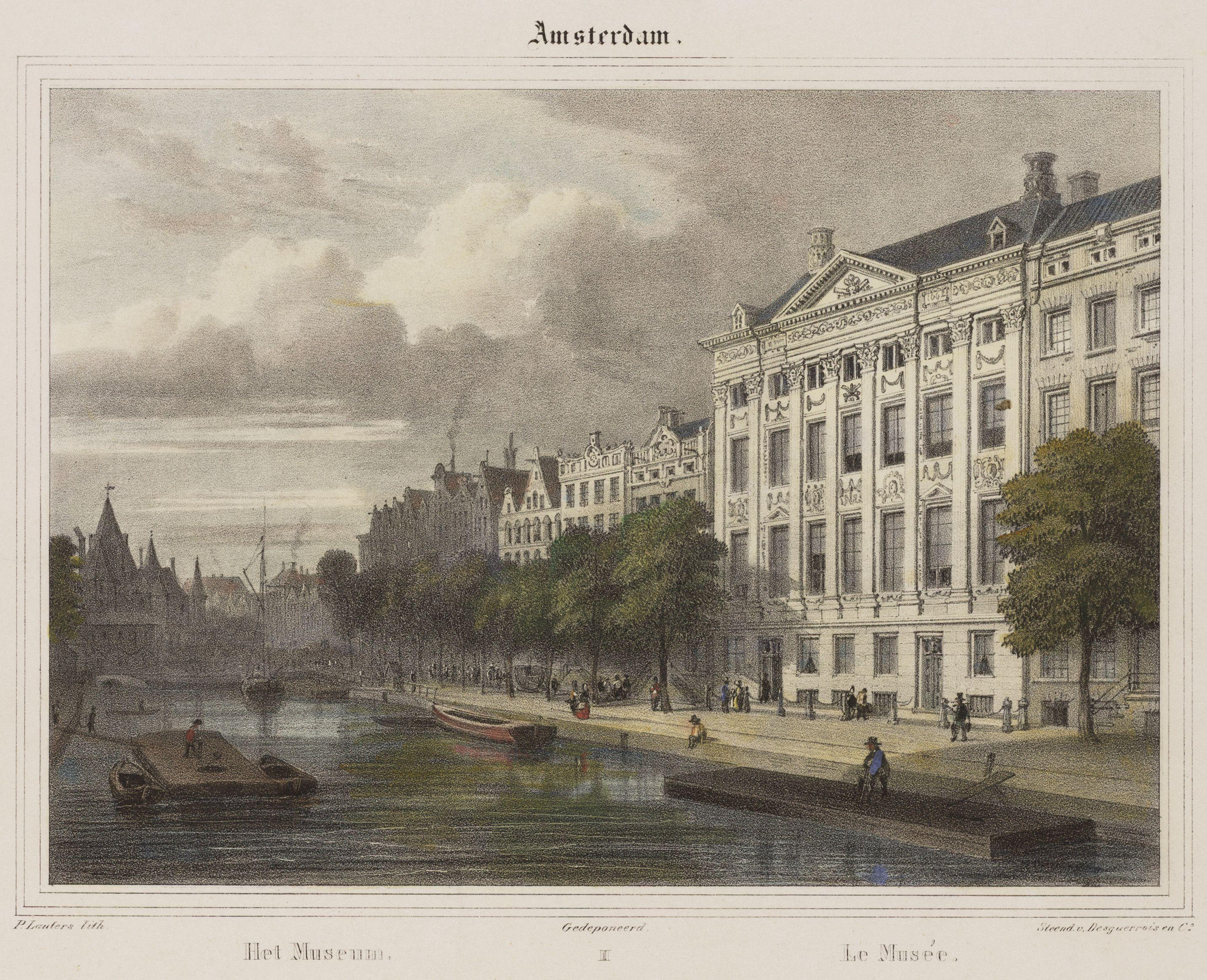
A Trippenhuis, circa 1835

A Academia foi fundada no ano de 1808 durante o Reino da Holanda, efetivamente ligado a ocupação francesa da República das Sete Províncias Unidas dos Países Baixos (1794-1813) por meio de um decreto do rei Luís I, recebendo a designação de Koninklijk Instituut van Wetenschappen, Letterkunde en Schoone Kunsten (Instituto Real de Ciências, Literatura e Belas Artes). Em 6 de abril de 1816, durante o Reino Unido dos Países Baixos, a designação foi alterada para Koninklijk Nederlandsch Instituut van Wetenschappen, Letteren en Schoone Kunsten.  Aproximadamente trinta e cinco anos depois, em 1851, foi dissolvida e restabelecida como Koninklijke Akademie Van Wetenschappen, tendo recebido seu nome atual em 1938.
Desde 1812, o instituto tem sua sede na mansão Trippenhuis em Amesterdão.  O primeiro presidente da academia foi o poeta Willem Bilderdijk.

## Institutos associados
Os seguintes institutos de pesquisa estão associados ao KNAW:
- Data Archiving and Networked Services
- Fryske Akademy
- Hubrecht Instituut
- Huygens Instituut
- Internationaal Instituut voor Sociale Geschiedenis
- Instituto NIOD de Estudos sobre a Guerra, o Holocausto e o Genocídio
- Instituto Westerdijk
- Nederlands Herseninstituut (Netherlands Institute for Neuroscience)
- Koninklijk Instituut voor Taal-, Land- en Volkenkunde
- Meertens Instituut
- Nederlands Instituut voor Ecologie
- Nederlands Instituut voor Wetenschappelijke Informatiediensten
- Nederlands Interdisciplinair Demografisch Instituut
- Netherlands Institute for Advanced Study in the Humanities and Social Sciences
- Rathenau Instituut

## Prémios atribuídos pela academia
- Medalha da Academia Real das Artes e Ciências dos Países Baixos
- Prémio Merian
- Prémio Professor
- Medalha Bakhuys Roozeboom
- Prémio Beijerinck
- Prémio Beijerinck de Virologia
- Prémio de Ciência Christiaan Huygens
- Prémio De la Court
- Prémio Descartes-Huygens
- Prémio Dow Energy
- Prémio Educação
- Medalha Gilles Holst
- Prémio Heineken (arte)
- Prémio Heineken (bioquímica e biofísica)
- Prémio Heineken (ciências cognitivas)
- Prémio Heineken (ciências ambientais)
- Prémio Heineken (história)
- Prémio Heineken (medicina)
- Prémio Heineken (jovens cientistas)
- Prémio Hendrik Muller
- Prémio  Van Walree
- Medalha Leeuwenhoek
- Medalha Lorentz
- Medalha Buys Ballot